# Comuna Bulioț
Bulioț or Bolievaț (sârbă Бољевац, Boljevac) este o comună localizată în partea de vest a Serbiei, în Zaicear. Comuna cuprinde orașele Bulioț,  Bogovina și 18 de sate.

## Localități componente
- Bacevița
- Bogovina
- Bulioț
- Satu Bulioț
- Valeacuania
- Vrbovaț
- Dobro Polie
- Dobruievaț
- Ilino
- Iablanița
- Crivi Vir
- Lucovo
- Izvoru Mic
- Mirovo
- Osnicea
- Podgorț
- Rtani
- Ruiște
- Savinaț
- Sumracovaț